# Hulingen
Hulingen este o arie protejată (arie de protecție specială avifaunistică — SPA) din Suedia întinsă pe o suprafață de 321,8 ha, integral pe uscat.

## Localizare
Centrul sitului Hulingen este situat la coordonatele 57°27′05″N 15°53′01″E / 57.4515°N 15.8835°E.

## Înființare
Situl Hulingen a fost declarat arie de protecție specială avifaunistică în ianuarie 1998 pentru a proteja 8 specii de animale.

## Biodiversitate
Situată în ecoregiunea boreală, aria protejată nu include niciun habitat protejat.
La baza desemnării sitului se află mai multe specii protejate de  păsări (8): buhai de baltă (Botaurus stellaris), erete de stuf (Circus aeruginosus), erete vânăt (Circus cyaneus), lebădă de iarnă (Cygnus cygnus), ferestraș mic (Mergus albellus), vultur pescar (Pandion haliaetus), corcodel-urechiat (Podiceps auritus), chiră de baltă (Sterna hirundo).